# Incidente de bater sapatos

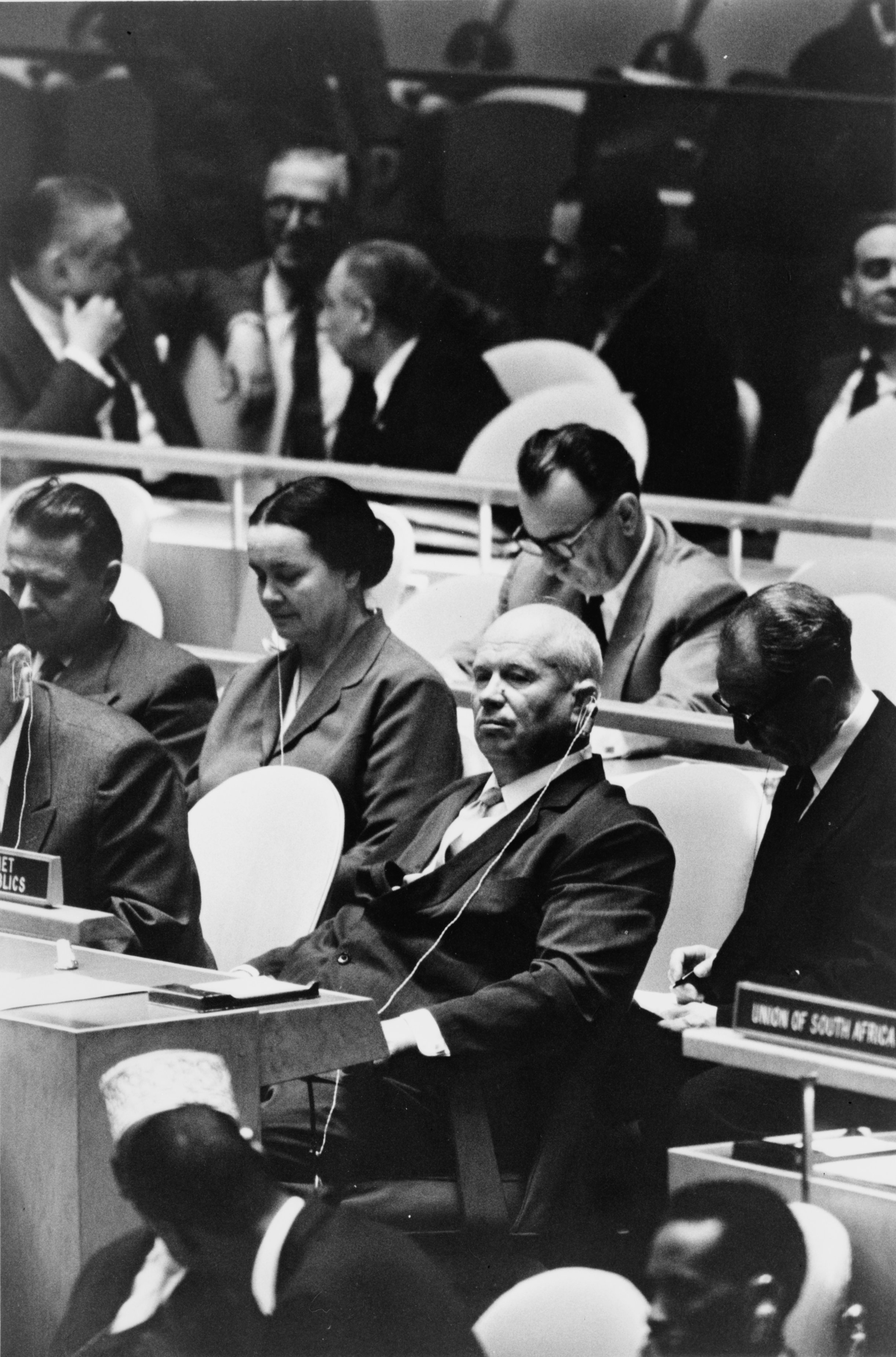
Kruschev em uma reunião da Assembleia Geral da ONU em 22 de setembro, três semanas antes do incidente

O incidente ocorreu quando Nikita Khrushchev, primeiro-secretário do Partido Comunista da União Soviética, bateu o sapato em sua mesa de delegados em protesto contra um discurso do delegado filipino Lorenzo Sumulong durante a 902ª Reunião Plenária da Assembleia Geral das Nações Unidas, realizada em Nova York em 12 de outubro de 1960.
Em 2003, o estudioso americano William Taubman relatou que havia entrevistado algumas testemunhas oculares que disseram que Kruschev havia brandido seu sapato, mas não o bateu. Ele também informou que não foram encontrados registros fotográficos ou em vídeo do sapato sendo batido. No entanto, em sua biografia de Kruschev, ele escreveu que aceitava que o sapateiro havia ocorrido. Há pelo menos uma fotografia falsa, onde um sapato foi adicionado a uma fotografia existente.